# カバンダ

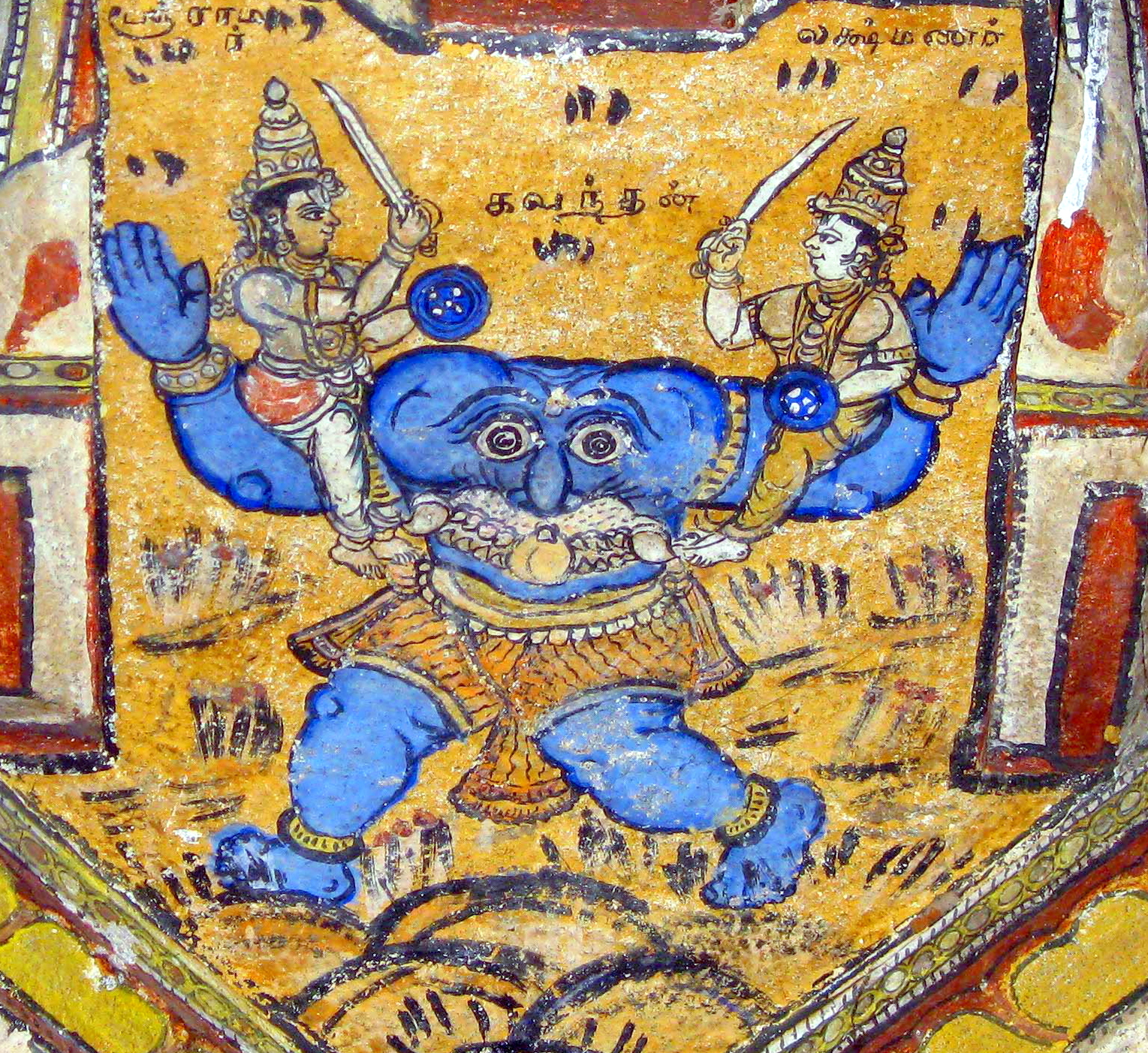
タミル・ナードゥ州セーラム県アヨーディヤーパッティナムのラーマ寺院の壁画に描かれたカバンダ。

カバンダ（कबन्ध, Kabandha）は、インドの叙事詩『ラーマーヤナ』に登場する怪物である。

## 来歴
巨大なラークシャサでシュリー女神の子として生まれ、山のように巨大な体躯をしている。頭あるいは首がなく、腹部の中央に無数の歯を備えた口があり、長い腕と胸の所に大きな目を持つという異様な姿をしている。
カバンダは元はガンダルヴァ（精霊の種族名）であった。しかし、インドラと戦ったため、その電撃に打たれて頭部が身体の中にめり込んだ。その結果、首から上がなく、目が胸に、口が腹についている。そしてこの時より種族も鬼神のラークシャサとなった。
また、ある聖仙の呪いによってこの姿に変化してしまったという説などもある。
ダンダカの森でラーマ、ラクシュマナの兄弟達と戦って瀕死の重傷を負ってしまい、その際に彼はラーマに自分の体を火で焼いてくれるように頼み、ラーマがその通りにすると、彼は火の中から現れて元のガンダルヴァの姿に戻った。それ以降はラーマに仕えた。呪いを解いてもらったその恩に報いるべく彼はラーマに対して、ラーヴァナに奪われた妻シーターを奪還する為には猿王スクリーヴァと連合するようにと勧告している。